# Protomelas
Protomelas is een geslacht van straalvinnige vissen uit de familie van de cichliden (Cichlidae).

## Soorten
- Protomelas annectens (Regan, 1922)
- Protomelas dejunctus Stauffer, 1993
- Protomelas fenestratus (Trewavas, 1935)
- Protomelas insignis (Trewavas, 1935)
- Protomelas kirkii (Günther, 1894)
- Protomelas labridens (Trewavas, 1935)
- Protomelas macrodon Eccles, 1989
- Protomelas marginatus (Trewavas, 1935)
- Protomelas pleurotaenia (Boulenger, 1901)
- Protomelas similis (Regan, 1922)
- Protomelas spilonotus (Trewavas, 1935)
- Protomelas spilopterus (Trewavas, 1935)
- Protomelas taeniolatus (Trewavas, 1935)
- Protomelas triaenodon (Trewavas, 1935)
- Protomelas virgatus (Trewavas, 1935)